# Pierre Filmon
Pierre Filmon, né le 18 septembre 1970 à Angers, est un réalisateur, scénariste et producteur de cinéma français.

## Biographie
Après des études littéraires et musicales, Filmon réalise quatre courts-métrages entre 1996 et 2013 : Bleus de Chine où il filme son voyage en Chine à bord du Transsibérien ; Les Épousailles d’après Anton Tchekhov ; Le Silence, d'abord avec l'acteur allemand Rüdiger Vogler ; Papa est mort qui évoque les derniers souvenirs du réalisateur pour son père.
En 2015, il dirige Close Encounters with Vilmos Zsigmond, présenté en Sélection Officielle à Cannes l'année suivante, nommé à la Caméra d'Or, un long-métrage documentaire sur le  directeur photo Vilmos Zsigmond, avec des témoignages de John Travolta, Isabelle Huppert, Peter Fonda ou John Boorman.
En 2019, il met en scène son premier long-métrage de fiction, Entre deux trains, avec Pierre Rochefort et Laëtitia Eïdo dans les rôles principaux. Le film est projeté en Sélection Officielle au 12e Festival du film francophone d'Angoulême en 2019.
Pendant le confinement, il traduit l'autobiographie du monteur de La Guerre des étoiles, Paul Hirsch ACE, qu'il a aussi coédité avec Carlotta Films. Le livre a obtenu le Prix du meilleur ouvrage étranger sur le cinéma décerné par le Syndicat Français de la Critique de Cinéma et des films de télévision 2022.
Depuis 2018, Pierre est officiellement devenu producteur ou coproducteur de ses films, avec sa société de production Almano Films.

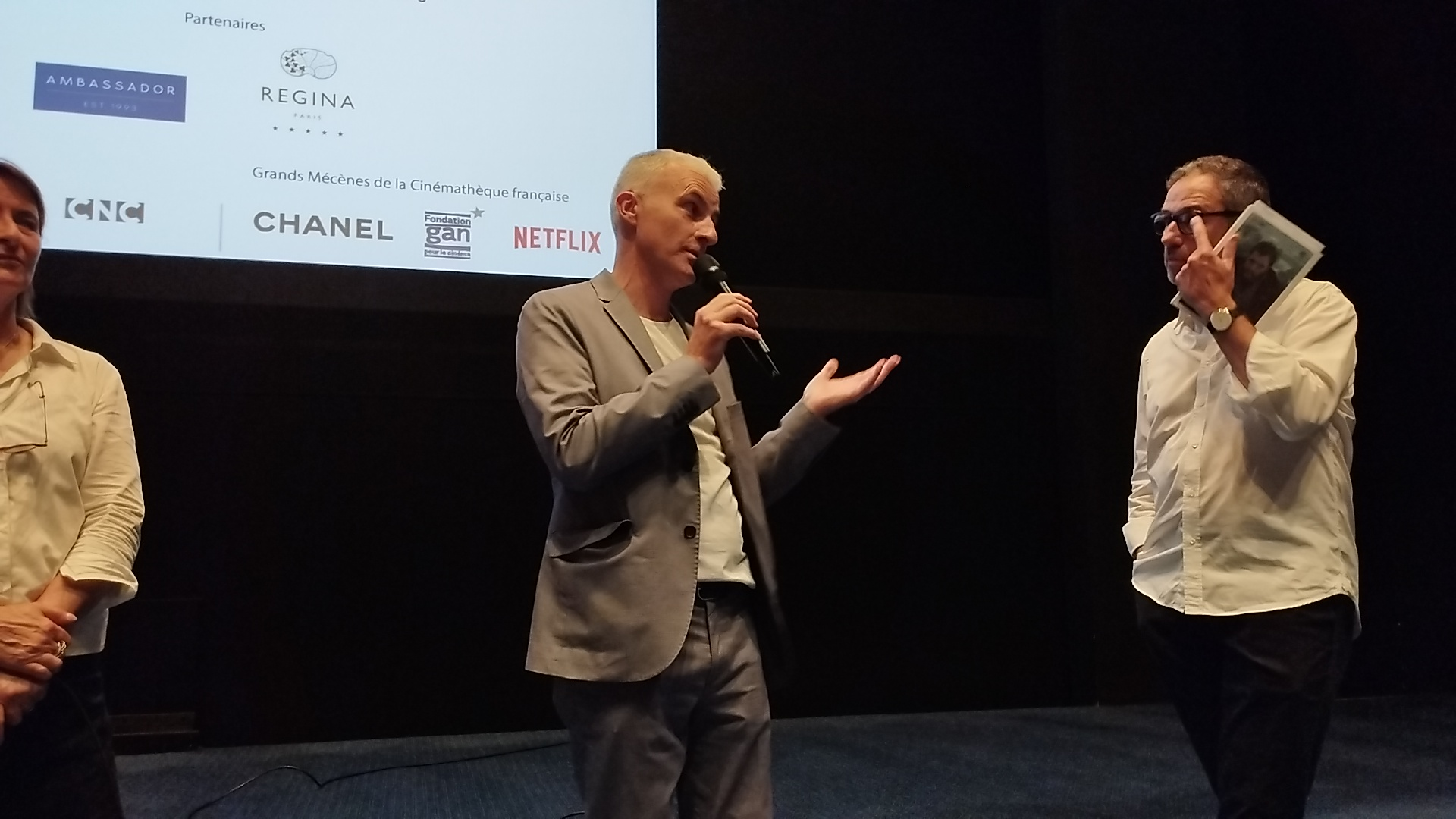
Pierre Filmon présentant Jerry Schatzberg, portrait paysage à la Cinémathèque française, le 5 septembre 2023.

En 2022, son film documentaire sur l'univers photographique du réalisateur Jerry Schatzberg intitulé, Jerry Schatzberg, portrait paysage, a sa Première Mondiale en Sélection Officielle à la 79è Mostra de Venise.
Membre de la Cinémathèque française depuis 2007, il a été membre du jury documentaire du 7e Festival 2 Valenciennes, du premier Vilmos Zsigmond Film Festival à Szeged en Hongrie, et membre du jury du Prix Vulcain au 70e Festival de Cannes. Il est aussi membre de l'ARP (Société civile des Auteurs Réalisateurs Producteurs) depuis 2019.

## Filmographie

### Fictions
- 2019 : Entre deux trains
- 2025 : The Great Departure (Sortie prévue 2026)[7].

### Documentaires
- 2015 : Close Encounters with Vilmos Zsigmond
- 2022 : Jerry Schatzberg, portrait paysage
- 2024 : Maurice Tourneur, tisseur de rêve[8]

### Courts métrages
- 1996 : Bleus de Chine
- 1999 : Les Épousailles
- 2002 : Le Silence, d'abord
- 2013 : Papa est mort
- 2020 : Masque à Maman

## Ouvrage
- Paul Hirsch, Il y a bien longtemps, dans une salle de montage lointaine, très lointaine..., Carlotta Films, 9 juin 2022, 400 p. (ISBN 979-1093798158).

## Récompense
- 2021 : Prix d'Honneur pour sa contribution au cinéma au 7ème Festival international du cinema du Rajasthan[9]